# 간정태
간정태(簡正泰, 1959년 7월 25일 ~ )는 대한민국의 정치인이다. 울주군의원을 역임했다.

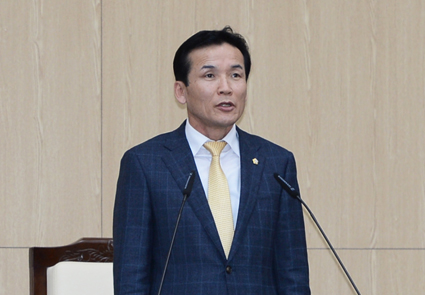
울주군의회 의장

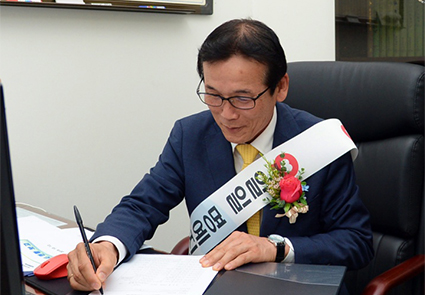
울주군의회 의장

## 경력
- 한국농업경영인울주군연합회 회장
- 울주군 지역혁신위원
- 울주군 농정심의위원
- 한국농업경영인울산광역시연합회 회장
- 울산광역시 농어업‧농어촌 식품산업정책심의위원
- 한국농어민신문사 이사
- 한국농업연수원 이사
- 농림축산식품부 농어업인 삶의질 향상 실무위원
- 농림 축산식품부 민원조정위원
- 한국농업경영인중앙연합회 수석부회장
- 제18기 민주평화통일자문회의 자문위원
- 제7대 울주군의회 의원
- 제7대 울주군의회 전반기 의장

## 학력
- 한국방송통신대학교 농학과 졸업
- 경북대학교 농업개발대학원 졸업

## 역대 선거 결과
|  | 19.38% |

|  | 33.21% |